# Diamond Life
Diamond Life là album phòng thu đầu tay của ban nhạc người Anh Sade, phát hành tại Vương quốc Anh vào ngày 16 tháng 7 năm 1984 bởi Epic Records và tại Hoa Kỳ vào ngày 27 tháng 2 năm 1985 bởi Portrait Records. Sau khi theo học ngành thiết kế thời trang và làm người mẫu, Sade Adu bắt đầu hát bè cho ban nhạc Anh Pride. Sau đó, Adu và ba thành viên ban đầu của Pride gồm Paul Anthony Cook, Paul Denman và Stuart Matthewman thành lập ban nhạc riêng của họ mang tên Sade. Ban nhạc bắt đầu thực hiện nhiều bản thu nháp và trình diễn trực tiếp, trước khi nhận được sự quan tâm từ nhiều hãng thu âm và ký hợp đồng với Epic. Quá trình thu âm cho đĩa nhạc bắt đầu vào năm 1983 tại Power Plant ở London và trải qua sáu tuần để hoàn thành. Hai thành viên Adu và Stuart Matthewman tham gia đồng sáng tác ở hầu hết những bài hát, trong khi khâu sản xuất được đảm nhiệm bởi Robin Millar. Đây là một bản thu âm smooth soul, sophisti-pop và quiet storm kết hợp với những âm hưởng từ nhạc jazz.
Nội dung ca từ của Diamond Life đề cập đến những chủ đề về tình yêu, xoay quanh cả mặt tích cực và tiêu cực trong một mối quan hệ tình cảm. Sau khi phát hành, album nhận được những phản ứng tích cực từ các nhà phê bình âm nhạc, trong đó họ giành nhiều lời khen cho phong cách âm nhạc, ý tưởng và khâu sản xuất thanh lịch nhưng gần gũi của Sade. Ngoài ra, album còn chiến thắng tại giải Brit năm 1985 ở hạng mục Album Anh quốc của năm. Diamond Life cũng gặt hái những thành công lớn về mặt thương mại khi thống trị các bảng xếp hạng tại Áo, Hà Lan, Pháp, Đức, New Zealand và Thụy Sĩ, cũng như lọt vào top 10 ở hầu hết những quốc gia còn lại, bao gồm vươn đến top 5 ở nhiều thị trướng lớn như Phần Lan, Ý và Vương quốc Anh. Đĩa nhạc đạt vị trí thứ năm trên bảng xếp hạng Billboard 200, đánh dấu album đầu tiên trong sự nghiệp của ban nhạc vươn đến top 10 tại Hoa Kỳ. Tính đến nay, Diamond Life đã bán được hơn mười triệu bản trên toàn cầu, trở thành một trong những album đầu tay bán chạy nhất thập niên 1980.
Bốn đĩa đơn đã được phát hành từ Diamond Life. "Your Love Is King" được chọn làm đĩa đơn mở đường và lọt vào top 10 ở một số quốc gia Châu Âu, trong khi đĩa đơn thứ ba "Smooth Operator" trở thành đĩa đơn thành công nhất của Sade trên thị trường quốc tế và đạt vị trí thứ năm trên bảng xếp hạng Billboard Hot 100 tại Hoa Kỳ. Hai đĩa đơn còn lại "When Am I Going to Make a Living" và "Hang On to Your Love" chỉ đạt được những thành tích tương đối. Để quảng bá album, ban nhạc trình diễn trên một số chương trình truyền hình và lễ hội âm nhạc, đồng thời Adu cũng là nghệ sĩ gốc Phi duy nhất trình diễn tại buổi hòa nhạc từ thiện Live Aid tại Sân vận động Wembley. Ngoài ra, họ còn tiến hành chuyến lưu diễn Diamond Life Tour (1984-1985) với nhiều buổi hòa nhạc tại Châu Âu và Nhật Bản. Kể từ khi phát hành, Diamond Life được giới chuyên môn ghi nhận trong việc giúp dòng nhạc quiet storm trở nên phổ biến, cũng như lọt vào danh sách 500 album xuất sắc nhất mọi thời đại của Rolling Stone vào năm 2020.

## Danh sách bài hát
Tất cả các ca khúc được viết bởi Sade Adu và Stuart Matthewman, ngoại trừ những ghi chú..
| Diamond Life – Phiên bản CD và LP | Diamond Life – Phiên bản CD và LP  | Diamond Life – Phiên bản CD và LP      | Diamond Life – Phiên bản CD và LP |
| STT                               | Nhan đề                            | Sáng tác                               | Thời lượng                        |
| --------------------------------- | ---------------------------------- | -------------------------------------- | --------------------------------- |
| 1.                                | "Smooth Operator"                  | Adu Ray St. John                       | 4:58                              |
| 2.                                | "Your Love Is King"                |                                        | 3:41                              |
| 3.                                | "Hang On to Your Love"             |                                        | 5:55                              |
| 4.                                | "Frankie's First Affair"           |                                        | 4:39                              |
| 5.                                | "When Am I Going to Make a Living" |                                        | 3:27                              |
| 6.                                | "Cherry Pie"                       | Adu Matthewman Andrew Hale Paul Denman | 6:20                              |
| 7.                                | "Sally"                            |                                        | 5:23                              |
| 8.                                | "I Will Be Your Friend"            |                                        | 4:45                              |
| 9.                                | "Why Can't We Live Together"       | Timmy Thomas                           | 5:28                              |
| Tổng thời lượng:                  | Tổng thời lượng:                   | Tổng thời lượng:                       | 44:31                             |

| Diamond Life – Phiên bản cassette (Mặt A) | Diamond Life – Phiên bản cassette (Mặt A) | Diamond Life – Phiên bản cassette (Mặt A) | Diamond Life – Phiên bản cassette (Mặt A) |
| STT                                       | Nhan đề                                   | Sáng tác                                  | Thời lượng                                |
| ----------------------------------------- | ----------------------------------------- | ----------------------------------------- | ----------------------------------------- |
| 1.                                        | "Smooth Operator" / "Snake Bite"          | Adu St. John / Matthewman Hale Denman     | 7:28                                      |
| 2.                                        | "Your Love Is King"                       |                                           | 3:41                                      |
| 3.                                        | "Hang On to Your Love"                    |                                           | 5:55                                      |
| 4.                                        | "Frankie's First Affair"                  |                                           | 4:39                                      |
| 5.                                        | "When Am I Going to Make a Living"        |                                           | 3:27                                      |

| Diamond Life – Phiên bản cassette (Mặt B) | Diamond Life – Phiên bản cassette (Mặt B) | Diamond Life – Phiên bản cassette (Mặt B) | Diamond Life – Phiên bản cassette (Mặt B) |
| STT                                       | Nhan đề                                   | Sáng tác                                  | Thời lượng                                |
| ----------------------------------------- | ----------------------------------------- | ----------------------------------------- | ----------------------------------------- |
| 6.                                        | "Cherry Pie"                              | Adu Matthewman Hale Denman                | 6:20                                      |
| 7.                                        | "Sally"                                   |                                           | 5:23                                      |
| 8.                                        | "I Will Be Your Friend"                   |                                           | 4:45                                      |
| 9.                                        | "Why Can't We Live Together"              | Thomas                                    | 5:28                                      |
| 10.                                       | "Love Affair with Life"                   | Adu St. John                              | 4:35                                      |
| Tổng thời lượng:                          | Tổng thời lượng:                          | Tổng thời lượng:                          | 51:36                                     |

Ghi chú
- Một số phiên bản cassette, như phiên bản đầu tiên tại Hoa Kỳ và Canada, sử dụng danh sách bài hát bản CD. Những phiên bản khác sử dụng danh sách bài hát kèm theo "Smooth Operator" / "Snake Bite" và "Love Affair with Life" từ đĩa đơn "Your Love Is King".

## Xếp hạng
| Bảng xếp hạng (1984–1985)                | Vị trí cao nhất |
| ---------------------------------------- | --------------- |
| Album Úc (Kent Music Report)             | 6               |
| Album Áo (Ö3 Austria)                    | 1               |
| Canada Top Albums/CDs (RPM)              | 7               |
| Album Hà Lan (Album Top 100)             | 1               |
| Album Châu Âu (Eurotipsheet)             | 1               |
| Album Phần Lan (Suomen virallinen lista) | 3               |
| Album Pháp (IFOP)                        | 1               |
| Album Đức (Offizielle Top 100)           | 1               |
| Album Ý (Musica e dischi)                | 2               |
| Album New Zealand (RMNZ)                 | 1               |
| Album Na Uy (VG-lista)                   | 20              |
| Album Thụy Điển (Sverigetopplistan)      | 18              |
| Album Thụy Sĩ (Schweizer Hitparade)      | 1               |
| Album Anh Quốc (OCC)                     | 2               |
| Album Hoa Kỳ Billboard 200               | 5               |
| Album Hoa Kỳ Top Jazz (Billboard)        | 5               |
| Album Hoa Kỳ Top R&B/Hip-Hop (Billboard) | 3               |

| Bảng xếp hạng (1984)                      | Vị trí |
| ----------------------------------------- | ------ |
| Album Úc (Kent Music Report)              | 60     |
| Album Áo (Ö3 Austria)                     | 11     |
| Album Hà Lan (Album Top 100)              | 2      |
| Album Đức (Offizielle Top 100)            | 13     |
| Album New Zealand (RMNZ)                  | 15     |
| Album Thụy Sĩ (Schweizer Hitparade)       | 10     |
| Album Anh Quốc (Gallup)                   | 7      |
| Bảng xếp hạng (1985)                      | Vị trí |
| Album Úc (Kent Music Report)              | 32     |
| Album Áo (Ö3 Austria)                     | 10     |
| Album Canada (RPM)                        | 23     |
| Album Hà Lan (Album Top 100)              | 4      |
| Album Đức (Offizielle Top 100)            | 10     |
| Album New Zealand (RMNZ)                  | 30     |
| Album Thụy Sĩ (Schweizer Hitparade)       | 24     |
| Album Anh Quốc (Gallup)                   | 19     |
| Hoa Kỳ Billboard 200                      | 24     |
| Hoa Kỳ Top Jazz Albums (Billboard)        | 14     |
| Hoa Kỳ Top R&B/Hip-Hop Albums (Billboard) | 12     |
| Bảng xếp hạng (1986)                      | Vị trí |
| Album Úc (Kent Music Report)              | 100    |
| Album Hà Lan (Album Top 100)              | 60     |
| Hoa Kỳ Billboard 200                      | 61     |
| Hoa Kỳ Top Jazz Albums (Billboard)        | 35     |

## Chứng nhận
| Quốc gia                                                                                              | Chứng nhận  | Số đơn vị/doanh số chứng nhận |
| --- | ----------- | ----------------------------- |
| Úc (ARIA)                                                                                             | 4× Bạch kim | 280.000^                      |
| Brasil (Pro-Música Brasil)                                                                            | —           | 300,000                       |
| Canada (Music Canada)                                                                                 | 2× Bạch kim | 200.000^                      |
| Pháp (SNEP)                                                                                           | 2× Bạch kim | 700,000                       |
| Đức (BVMI)                                                                                            | Bạch kim    | 850,000                       |
| Nhật Bản (RIAJ)                                                                                       | —           | 150,000                       |
| Hà Lan (NVPI)                                                                                         | Bạch kim    | 100.000^                      |
| New Zealand (RMNZ)                                                                                    | Bạch kim    | 15.000^                       |
| New Zealand (RMNZ) Nhạc số                                                                            | Vàng        | 7.500‡                        |
| Tây Ban Nha (PROMUSICAE)                                                                              | Vàng        | 50.000^                       |
| Thụy Sĩ (IFPI)                                                                                        | 2× Bạch kim | 100.000^                      |
| Anh Quốc (BPI)                                                                                        | 4× Bạch kim | 1.200.000^                    |
| Hoa Kỳ (RIAA)                                                                                         | 4× Bạch kim | 4.000.000^                    |
| Hoa Kỳ (RIAA) Video                                                                                   | Vàng        | 50.000^                       |
| Tổng hợp                                                                                              |             |                               |
| Châu Âu                                                                                               | —           | 4,000,000                     |
| Toàn cầu                                                                                              | —           | 10,000,000                    |
| ^ Chứng nhận dựa theo doanh số nhập hàng. ‡ Chứng nhận dựa theo doanh số tiêu thụ và phát trực tuyến. |             |                               |